# Пампушка (фільм, 1934)
«Пампушка» — радянський німий художній фільм, що вийшов 1934 року на «Москінокомбінаті» (прем'єра відбулася 15 вересня 1934 року). Режисером і сценаристом картини виступив Михайло Ромм. Фільм став першим самостійним режисерським досвідом Ромма. Картину зняли на чорно-білу плівку; озвучена музикою і дикторським текстом в 1955 році.

## Сюжет
Екранізація однойменної повісті Гі де Мопассана. Дія відбувається в XIX столітті. Група французьких буржуа виїжджає в диліжансі з окупованого пруськими військами Руана. Разом з ними їде і одна приваблива дама півсвіту.

## У ролях
- Галина Сергєєва —  Елізабет Руссе
- Андрій Файт —  пруський офіцер
- Анатолій Горюнов —  пан Луазо
- Фаїна Раневська —  пані Луазо
- Петро Рєпнін —  пан Карре-Ламадон
- Тетяна Окуневська —  пані Карре-Ламадон
- Михайло Мухін —  граф де Бревіль
- Євгенія Мєзєнцева —  графиня де Бревіль
- Софія Левітіна —  літня черниця
- Ніна Сухотська —  молода черниця
- Володимир Лавринович —  Корнюдьє, демократ
- Карл Гурняк —  німецький солдат
- Валентина Кузнецова —  покоївка
- Володимир Осєнєв —  німецький солдат  (немає в титрах)
- Всеволод Якут —  закадровий текст

## Знімальна група
- Режисер-постановник — Михайло Ромм
- Автор сценарію — Михайло Ромм
- Оператор-постановник — Борис Волчек
- Художники-постановники — Йосип Шпінель, Петро Бейтнер
- Композитор — Михайло Чулакі
- Звукорежисер — Євгенія Індліна